# Sankt Lorenzen
St. Lorenzen (Italiaans: San Lorenzo di Sebato) is een gemeente in de Italiaanse provincie Zuid-Tirol (regio Trentino-Zuid-Tirol) en telt 3560 inwoners (31-12-2004). De oppervlakte bedraagt 51 km², de bevolkingsdichtheid is 70 inwoners per km².

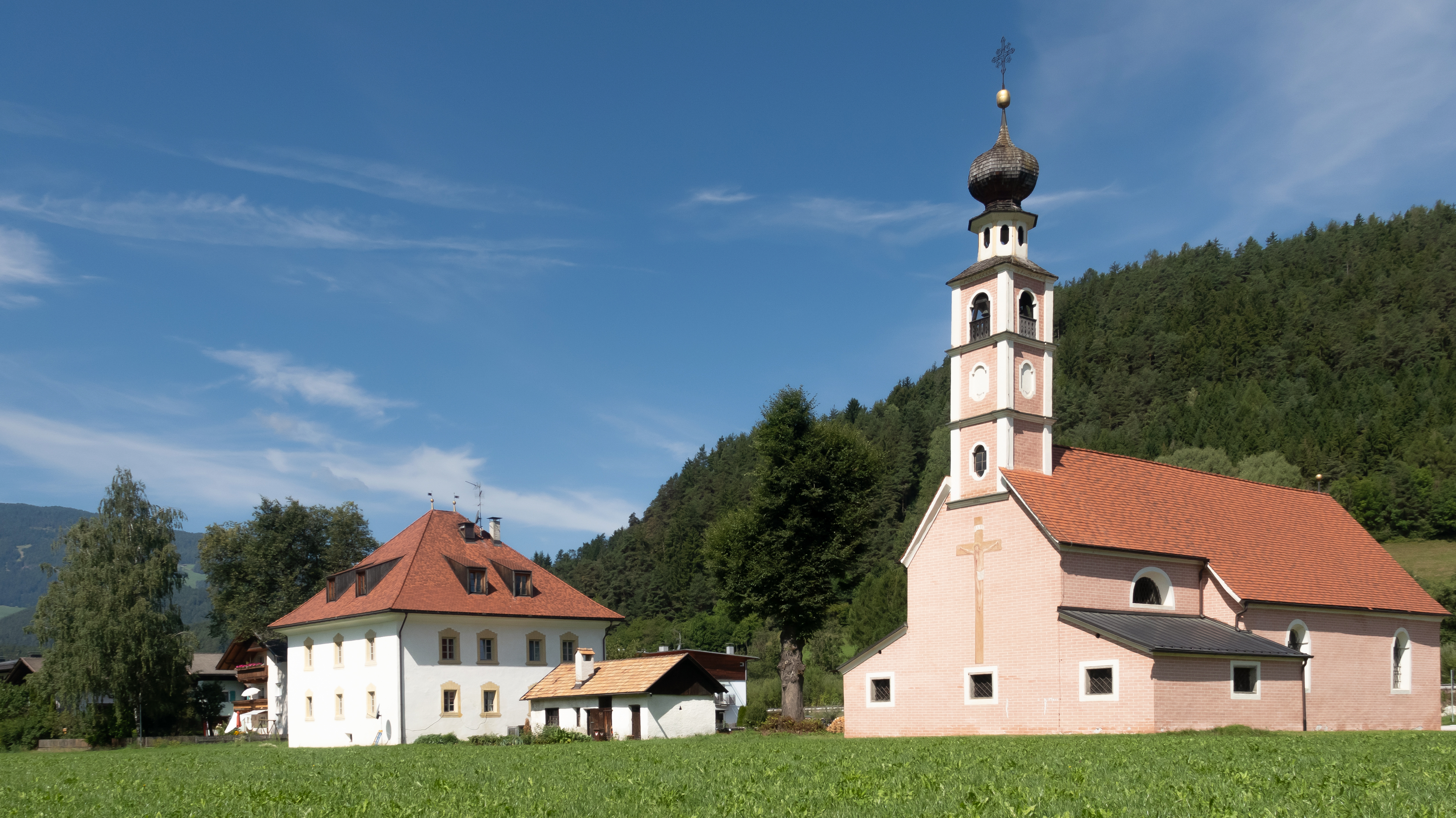
Kerk: Heiligkreuz in Fronwies

## Geografie
St. Lorenzen grenst aan de volgende gemeenten: Bruneck, Kiens, Lüsen, Mareo, Pfalzen, Rodeneck. De gemeente telt dertien kernen, waarvan Montal, Ellen, Stefansdorf en vooral St. Lorenzen zelf de belangrijkste zijn. De Rienz doorsnijdt de gemeente van oost naar west, terwijl in het zuiden de Kronplatz heel wat wintersporters aantrekt.
Abtei/Badia · Ahrntal/Valle Aurina · Aldein/Aldino · Algund/Lagundo · Altrei/Anterivo · Andrian/Andriano · Auer/Ora · Barbian/Barbiano · Bozen/Bolzano · Branzoll/Bronzolo ·  Brenner/Brennero · Brixen/Bressanone · Bruneck/Brunico · Burgstall/Postal · Corvara/Corvara in Badia · Deutschnofen/Nova Ponente · Eppan an der Weinstraße/Appiano sulla strada del vino · Feldthurns/Velturno · Franzensfeste/Fortezza · Freienfeld/Campo di Trens · Gais · Gargazon/Gargazzone · Glurns/Glorenza · Graun im Vinschgau/Curon Venosta · Gsies/Valle di Casies · Hafling/Avelengo · Innichen/San Candido · Jenesien/San Genesio Atesino · Kaltern an der Weinstraße/Caldaro sulla strada del vino · Karneid/Cornedo all'Isarco · Kastelbell-Tschars/Castelbello-Ciardes · Kastelruth/Castelrotto · Kiens/Chienes · Klausen/Chiusa · Kuens/Caines · Kurtatsch an der Weinstraße/Cortaccia sulla strada del vino · Kurtinig an der Weinstraße/Cortina sulla strada del vino · Laas/Lasa · Lajen/Laion · Lana · Latsch/Laeces · Laurein/Lauregno · Leifers/Laives · Lüsen/Luson · Mals/Malles Venosta · Marebbe/Enneberg · Margreid an der Weinstraße/Magrè sulla strada del vino · Marling/Marlengo · Martell/Martello · Meran/Merano · Mölten/Meltina · Montan/Montagna · Moos in Passeier/Moso in Passiria · Mühlbach/Rio di Pusteria · Mühlwald/Selva dei Molini · Nals/Nalles · Naturns/Naturno · Natz-Schabs/Naz-Sciaves · Neumarkt/Egna · Niederdorf/Villabassa · Olang/Valdaora · Partschins/Parcines · Percha/Perca · Pfalzen/Falzes · Pfatten/Vadena · Pfitsch/Val di Vizze · Plaus · Prad am Stilfserjoch/Prato allo Stelvio · Prags/Braies · Prettau/Predoi · Proveis/Proves · Rasen-Antholz/Rasun-Anterselva · Ratschings/Racines · Riffian/Rifiano · Ritten/Renon · Rodeneck/Rodengo · Salurn/Salorno · Sand in Taufers/Campo Tures · Sankt Leonhard in Passeier/San Leonardo in Passiria · Sankt Lorenzen/San Lorenzo di Sebato · Sankt Martin in Passeier/San Martino in Passiria · St. Martin in Thurn/San Martino in Badia · Sankt Pankraz/San Pancrazio · St. Christina in Gröden/Santa Cristina Valgardena · St. Ulrich/Ortisei · Sarntal/Sarentino · Schenna/Scena · Schlanders/Silandro · Schluderns/Sluderno · Schnals/Senales · Sexten/Sesto · Sterzing/Vipiteno · Stilfs/Stelvio · Taufers im Münstertal/Tubre · Terenten/Terento · Terlan/Terlano · Tiers/Tires · Tirol/Tirolo · Tisens/Tesimo · Toblach/Dobbiaco · Tramin an der Weinstraße/Termeno sulla strada del vino · Truden im Naturpark/Trodena nel parco naturale · Tscherms/Cermes · Ulten/Ultimo · Unsere Liebe Frau im Walde-St. Felix/Senale-San Felice · Vahrn/Varna · Villanders/Villandro · Villnöß/Funes · Vintl/Vandoies · Völs am Schlern/Fiè allo Sciliar · Vöran/Verano · Waidbruck/Ponte Gardena · Welsberg-Taisten/Monguelfo-Tesido · Welschnofen/Nova Levante  · Wengen/La Valle · Wolkenstein in Gröden/Selva di Val Gardena
1. ↑  https://demo.istat.it/?l=it.